# Kazachstánská akademie věd
Kazachstánská akademie věd, plným názvem Národní akademie věd Republiky Kazachstán (kazašsky: Қазақстан Республикасының Ұлттық ғылым академиясы, latinkou: Qazaqstan Respublikasynyñ Ūlltyq ğylym akademiiasy) je učená společnost sídlící v Almaty a nejvyšší vědecká organizace Kazachstánu. Založena byla roku 1946, transformací kazašské divize Sovětské akademie věd (tato divize vznikla v roce 1932 a na začátku druhé světové války měla 100 členů a 14 kandidátů věd). Roku 1996 byla akademie prezidentským dekretem sloučena s ministerstvem vědy, v roce 1999 se obě instituce opět oddělily. První poválečným prezidentem akademie byl geolog Kanyš Satbajev, druhým komunistický politik Dinmuchamed Konajev. Akademie se dělí na šest oddělení: 1) fyzika a matematika, 2) vědy o Zemi, 3) chemie a technologie, 4) biologie a medicína, 5) sociální a humanitní vědy, 6) zemědělství. Pod akademii spadá přes 50 vědeckých ústavů a jiných institucí. Centrála akademie sídlí v Almaty na Ševčenkově ulici, v budově zvané Gylym Ordasy, kde se zároveň nachází Archeologické muzeum, Přírodovědecké muzeum, Muzeum dějin kazašské vědy, Muzeum vzácných knih, Ústřední národní knihovna a památník Kanyše Satbajeva. Budova slouží i jako společenské centrum, neboť se v ní nachází konferenční sál s 377 místy, malý konferenční sál se 120 místy i koncertní sál s 267 místy. Rekonstrukce proběhla v roce 2012. Architektem stavby ze sovětských časů byl klíčový představitel stalinské architektury Alexej Ščusev (mj. též autor Leninova mauzolea v Moskvě). Pokusil se stavbě dát regionální ráz.